# سكوبين
سكوبين (بالروسية: Скопин) هي إحدى مدن روسيا في الكيان الفدرالي الروسي ريازان أوبلاست.